# Partido Comunista de Bután (Marxista-Leninista-Maoísta)
El Partido Comunista de Bután (Marxista-Leninista-Maoísta) (PCB (MLM)) es un partido comunista prohibido en Bután.
El PCB (MLM) tiene como objetivo iniciar una revolución de nueva democracia y derrocar a la monarquía de Bután y la dinastía Wangchuck. Su brazo armado es la Fuerza Tigre de Bután, que tenía un estimado de 600 a 1.000 miembros en 2009. El líder del partido usa el nombre de guerra Camarada Umesh.

## Historia
En la década de 1990, los pueblos butaneses de habla nepalí protestaron contra el gobierno de Bután por la democratización y las reformas lingüísticas. El gobierno desalojó por la fuerza a los manifestantes, donde fueron enviados a campamentos de refugiados en el este de Nepal. Los que se quedaron se han enfrentado a una discriminación generalizada. Dentro de los campos de refugiados, surgieron grupos insurgentes, incluido el Partido Comunista de Bután (Marxista-Leninista-Maoísta). El PCB (MLM) se formó el 22 de abril de 2003, como se anunció en el sitio web del Partido Comunista de Nepal (Maoísta) (PCB (M)).
El Real Ejército de Bután desactivó una bomba colocada por el PCB (MLM) en la aldea de Phuentsholing, cerca de la frontera entre Bután e India, el 25 de abril de 2007.
Durante la transición de Bután a una monarquía constitucional en 2008, los insurgentes del PCB (MLM) sacudieron a Bután con cinco explosiones en todo el país, incluida una en la capital, Thimphu. También declararon el inicio de una "guerra popular".
En marzo de 2008, la policía de Bután mató a cinco presuntos insurgentes del PCB (MLM) y arrestó a diecisiete más en diversas operaciones en el sur. La PCB (MLM) tendió una emboscada y mató a cuatro guardabosques en Singye Dzong el 30 de diciembre de 2008.
Un reportero butanés fue arrestado en enero de 2009 después de que las autoridades sospecharan que era miembro del PCB (MLM).
Durante la 16° reunión de la Asociación de Cooperación Regional de Asia Meridional, la seguridad se reforzó después de las amenazas del PCB (MLM).

## Ideología
Poco después de su fundación, el PCB (MLM) lanzó un programa de diez puntos que delineaba sus demandas del gobierno. La ideología del partido se orienta en torno al marxismo-leninismo-maoísmo; sus cuadros esperan iniciar una "guerra popular" y una "revolución de nueva democracia".
El grupo busca repatriar a los refugiados de Lhotshampa y declarar a Bután una "democracia soberana". El PCB (MLM) también quiere convertir a Bután en una república.

## Relaciones internacionales
El PCB (MLM) tiene vínculos estrechos con los maoístas en el vecino Nepal, a quienes el partido considera su inspiración.11 El PCB (MLM) también tiene vínculos con los rebeldes naxalitas en el noreste de India, y los insurgentes del PCB (MLM) supuestamente están siendo entrenados por estos grupos.